# Wa East
Wa East är ett distrikt i Ghana.   Det ligger i regionen Övre västra regionen, i den norra delen av landet, 500 km norr om huvudstaden Accra. Antalet invånare är 66 385. Arean är 1 087 kvadratkilometer.
Terrängen i Wa East är platt åt nordväst, men åt sydost är den kuperad.